# Aleksander Klumberg
Aleksander Klumberg-Kolmpere (Tallinn, 1899. április 17. – Tallinn, 1958. február 10.) olimpiai bronzérmes észt atléta, tízpróbázó.

## Pályafutása
1920-ban vett részt első alkalommal az olimpiai játékokon. Antwerpenben három versenyszámban is indult. Tízpróbán nem teljesítette a versenyt, öttusában nyolcadik, míg gerelyhajításban ötödik lett.
1922-ben ő állította fel az első hivatalos világrekordot tízpróbában. Csúcsa 1924 júliusáig állt fenn, ekkor az amerikai Harold Osborn teljesített jobbat. 1924-ben újfent indult az olimpián. Gerelyhajításban és tízpróbában szerepelt Párizsban. Előbbit csak a tizenhetedik helyen zárta, míg tízpróbán harmadik, bronzérmes lett.
1944-ben a letartóztatta a NKVD, és egy szibériai börtönben tartották 1956-ig. 1958. február 10-én hunyt el, a Rahumäe-temetőben nyugszik Tallinnban.

## Egyéni legjobbjai
- Gerelyhajítás- 63,60 m (1935)
- Öttusa - 3998,925 pont (1922)
- Tízpróba - 6087 pont (1922)